# Kunzea spathulata
Kunzea spathulata är en myrtenväxtart som beskrevs av Toelken. Kunzea spathulata ingår i släktet Kunzea och familjen myrtenväxter. Inga underarter finns listade i Catalogue of Life.